# Faro San Diego
El Faro Cabo San Diego es un faro no habitado de la Armada Argentina que se encuentra en la ubicación 54°48′00″S 65°07′00″O / -54.80000, -65.11667, sobre el cabo homónimo, frente al estrecho de Le Maire. Pertenece al departamento Ushuaia de la provincia de Tierra del Fuego, Antártida e Islas del Atlántico Sur (Argentina).
El faro fue librado al servicio el 26 de diciembre de 1934. La torre tiene forma de prisma con una garita blanca y cúpula negra, con una casilla para acumuladores de gas al pie. La altura del conjunto asciende a 13 metros y a unos 27 metros sobre el nivel medio del mar. Originariamente, funcionó con equipo de gas acetileno y una lente de 1.000 milímetros que le proveía de un alcance de 21,9 millas. En el mes de abril de 1985 se reemplazó la fuente original por energía solar fotovoltaica, proporcionada por paneles solares y baterías. El alcance óptico actual es de 13,2 millas.
El cabo sobre el que se asienta el faro es bajo, de perfiles suaves, que culminan en un promontorio arenoso de 134 metros de elevación. El nombre de este cabo le fue dado durante la expedición de los hermanos Bartolomé y Gonzalo Nodal en 1619, en homenaje al Cosmógrafo y piloto mayor de la expedición, Diego Ramírez de Arellano, exactamente el 22 de enero de 1619.